# Insaca
A vila de Insaca, também chamada de Mecanhelas, é a sede do distrito de Mecanhelas, na província do Niassa, em Moçambique A povoação tem cerca de 23 mil habitantes, e foi elevada à categoria de vila em 25 de Abril de 1987.
A vila foi elevada ao estatuto de município, com órgãos locais eleitos, em 2022.